# Solange
Pour les articles homonymes, voir Solange (homonymie).
Solange est un prénom féminin.

## Sens et origine du nom
Ce nom provient du nom latin Solemnia, dérivé de solemnis, adjectif relatif à des fêtes célébrées à des dates régulières, d'où l'idée de « solennité ».

## Variantes
Ce nom a pour variantes Solanges et Sollange. Solène est de même étymologie, mais n'est pas une variante directe de Solange.

## Popularité du nom
90 357 enfants ont été prénommées Solange en France depuis 1900.
Le prénom Solange a été le plus donné en France en 1932.

## Solange comme nom de personne ou prénom

### Sainte
- Solange de Bourges (?-875), martyre de la pureté, elle est née au bourg de Villemont, près de Bourges, dans le Berry, en 862 (fête le 10 mai). Elle est la sainte patronne du Berry.

### Prénom
- Solange d'Ayen (1898-1976), duchesse et journaliste française
- Solange Bertrand (1913-2011), artiste peintre française ;
- Solange Chaput-Rolland (1911-2001), journaliste, écrivain, sénatrice, femme politique québécoise ;
- Solange Charest (1950-), femme politique québécoise ;
- Solange Fernex, femme politique ;
- Solange Harvey, écrivaine autodidacte et courriériste ;
- Solange de Mailly Nesle, astrologue et écrivaine ;
- Solange Knowles (1986-), chanteuse, danseuse, actrice et mannequin américaine.

## Œuvres de fiction
- Solange, série de bande dessinée.

## Toponymie
- Sainte-Solange, commune française, du département du Cher (Centre-Val de Loire).